# Torre Malatestiana (Cesenatico)
La rocca o torre malatestiana di Cesenatico era una torre risalente al 1302 voluta dalla città di Cesena per difendere il "porto Cesenatico"; venne distrutta nel 1944 dalle truppe tedesche durante la Seconda guerra mondiale. I pochi resti, un perimetro di pietre, conservati presso il parco archeologico della Rocca, sono la testimonianza più antica dell'insediamento medievale del "Porto Cesenatico" che poi darà origine alla città di Cesenatico. A causa poi dell'avanzamento della linea costiera, la struttura divenne inutile e fu necessario costruire una torre più vicina al mare, nota come Torre Pretoria. Leonardo da Vinci vi salì per poter vedere dall'alto il porto nel 1502 e, in questa occasione, probabilmente tracciò i due disegni del Codice L, conservati alla Biblioteca di Vienna.

## Storia
Nel 1302, presso lo scalo marittimo della città di Cesena, in corrispondenza della foce del torrente Pisciatello, venne realizzata una struttura militare a difesa del porto che però venne distrutta dopo pochi mesi, il 22 ottobre 1302, dai ghibellini di Federico da Montefeltro alleati con Uguccione della Faggiola, i Ravennati e i Cervesi, capeggiati da Bernardino da Polenta. Nel 1314 i Cesenati costruirono un nuovo porto e Papa Giovanni XXII, da Avignone, diede il permesso per la ricostruzione della fortezza; nel 1328, il forlivese Cecco Ordelaffi e Ostasio da Polenta distrussero la torre di guardia del castello e danneggiarono il porto. Tra il 1328 e il 1329 la rocca e il porto vennero ricostruiti per ordine del podestà di Cesena Aimerico di Castro Lucio con i finanziamenti del Cardinale Bertrando del Poggetto, Legato pontificio, e dell'Arcivescovo di Ravenna.
Nel corso del XIV secolo ci furono altre distruzioni: nel 1356 il porto venne incendiato dalle truppe pontificie del Cardinale Egidio Albornoz, autore di numerose stragi e distruzioni in tutta la Romagna e, nel 1360, la rocca subì un altro attacco, stavolta guidato da Giovanni Manfredi da Faenza. Nel 1379 Magister Bonachino Ambroni venne nominato da Papa Gregorio XI cappellano del Porto e prese residenza nella Rocca, mantenendo l'incarico fino alla morte nel 1377. Lo stesso anno il cardinale Roberto di Ginevra concesse l'ipoteca sul Porto Cesenatico a Guido da Polenta, il quale si insediò nella Rocca. Nel 1382 Galeotto Malatesta prese possesso della rocca pagando a Guido da Polenta 6.000 fiorini per l'estinzione dell'ipoteca. La rocca venne occupata poi da Braccio di Montone ma, nel 1465, Papa Paolo II la riconsegnò a Cesena. Successivamente venne fortificata alla base con pietra d’Istria per proteggerla dagli attacchi dell’artiglieria; il materiale venne però poi asportato per impiegarlo nella costruzione in epoca napoleonica di un fortino usato per contrastare gli attacchi via mare degli inglesi.
La rocca venne distrutta completamente durante la Seconda Guerra Mondiale, nell’autunno del 1944, dall'esercito tedesco in ritirata per mezzo di esplosivo posto all'interno. Rimangono solo le fondamenta.

## Descrizione
Grazie ad alcuni inventari quattrocenteschi, da antichi disegni e mappe, alcune fotografie precedenti alla seconda guerra mondiale e da una descrizione risalente al 1892 si desume che la fortezza era costituita da una cinta muraria di forma triangolare, un mastio, ovvero una torre principale di pianta quadrata in laterizio con il basamento e gli angoli rinforzati da blocchi di pietra d'Istria e in cima una merlatura; vi erano poi un cortile e un rivellino distaccato dal corpo centrale e inglobato nel muro di cinta. Il mastio era suddiviso in tre piani con una stanza per ogni piano.